# Monts Otish
Monts Otish är en bergskedja i provinsen Québec i Kanada. Den ligger i den östra delen av landet, 800 km nordost om huvudstaden Ottawa.